# Francesca da Rimini (D'Annunzio)
Francesca da Rimini è una tragedia in versi e in cinque atti di Gabriele D'Annunzio scritta nel 1901.
La prima rappresentazione avvenne al teatro Costanzi di Roma il 9 dicembre 1901, con Eleonora Duse nella parte di Francesca da Rimini e Gustavo Salvini nel ruolo di Paolo.
La tragedia è ispirata a un episodio del quinto canto dell'Inferno di Dante Alighieri.
Venne musicata da Riccardo Zandonai nel 1914: la prima ebbe luogo al Teatro Regio di Torino.

## Analisi
La tragedia fu scritta per avere un sottofondo musicale: si parla dell'amore "galeotto" tra Paolo e Francesca, con l'aggiunta del matrimonio forzato di Francesca con Gianciotto Malatesta, avvenuto per procura, per cui d'Annunzio attinse alla testimonianza di Boccaccio. Molto lodato dalla critica fu l'atto IV, dove il maligno Malatestino, fratello minore di Gianciotto (Giovanni lo Sciancato) e di Paolo, ordisce la trama in cui cadranno i due amanti, che verranno colti in flagrante nella loro manifestazione d'amore, e verranno assassinati.

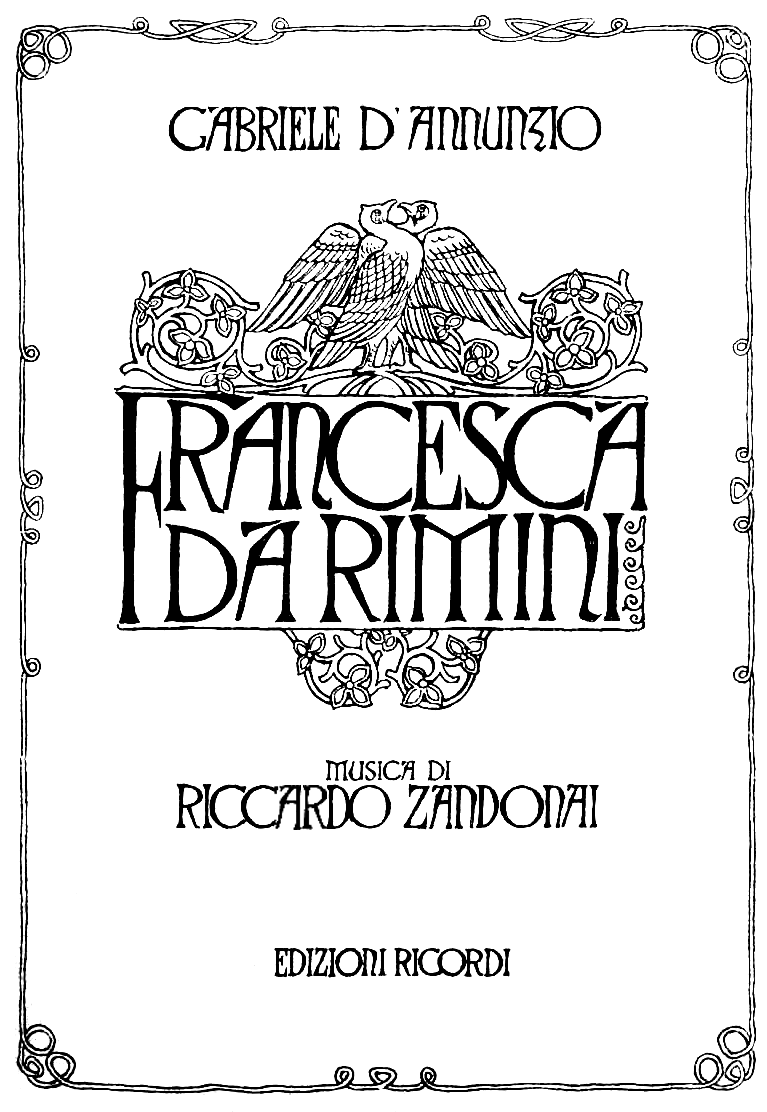
Il libretto della Francesco da Rimini di Tito Zandonai, riduzione della tragedia di D'Annunzio nel 1912

Lodato fu anche l'amoroso languore interiore di Francesca, che pare risenta delle odi iniziali delle "Città del Silenzio" in Elettra (1903), D'Annunzio canta molto bene la voluttuosa malinconia del presentimento d'amore adulterino, nel colloqui tra lei e la sorella nell'atto I, nei colloqui iniziali con Paolo, negli atti II-III. Il colloquio dell'atto V è meno potente degli altri, il tema d'amore non è più sostenuto dallo struggimento della malinconia, scivola invece nel tono enfatico e celebrativo. D'Annunzio intese ricostruire anche modi di vivere e scenografie del pieno XIII secolo, concetti che però, soprattutto nelle descrizioni della scena, risultano leziosi, tipici di quel movimento di revival del neogotico che andava in voga alla fine dell'800.

## Personaggi
I figli di Guido Minore da Polenta:
- Francesca (soprano)
- Samaritana (soprano)
- Ostasio (baritono)

I figli di Malatesta da Verucchio
- Giovanni lo Sciancato (baritono)
- Paolo il Bello (tenore)
- Malatestino dall'Occhio (tenore)

Le donne di Francesca
- Biancofiore (soprano)
- Garsenda (soprano)
- Altichiara (mezzosoprano)
- Adonella (mezzosoprano)
- La schiava (contralto)

- Ser Toldo Berardengo (tenore)
- Il giullare (basso)
- Il balestriere (tenore)
- Il torrigiano (baritono)
- Musici e servi